# 地域科学部
地域科学部（ちいきかがくぶ）とは、よりよい地域社会の創造をめざし、文系・理系の両面からさまざまな対象に関する研究と教育をおこなう大学の学部である。
国立大学の岐阜大学地域科学部（1996年10月）で創設されたものが唯一で、同学部で対象とする学問分野は、哲学、文学、言語学、法学、経済学、社会学、物理学、化学、生物学、心理学、人類学、民俗学など、多岐にわたる。